# Hebe (mitologia)
Hebe (stgr. Ἥβη Hḗbē, łac. Hebe ‘młodość’) – w mitologii greckiej bogini i uosobienie młodości oraz wdzięku, utożsamiana z rzymską Juwentas (łac. Iuventas, Juventas, Iuventus).
Istnieją dwie wersje wydarzeń dotyczące jej narodzin. Według pierwszej była córką Zeusa i Hery. Według drugiej wersji Hebe powstała w zupełnie inny sposób. Otóż gdy Zeus zrodził Atenę bez pomocy kobiety, Hera pozazdrościła mu tego i uznała, że jeśli już ktoś powinien sam rodzić dzieci, to powinna być to właśnie kobieta. Aby wyrównać tę niesprawiedliwość, udała się do Hory Chloris, aby prosić ją o dar, który sprawi, że będzie mieć dziecko bez mężczyzny. Chloris pomogła jej. Dała Herze kwiat ze swojej łąki i powiedziała, że powąchanie tego kwiatu wywoła ciążę. Zgodnie z zapowiedzią Hera po powąchaniu kwiatu zaszła w ciążę i urodziła córkę, której dała na imię Hebe.
Hebe pełniła na Olimpie funkcję podczaszego (nalewała bogom nektar i roznosiła ambrozję), zaprzęgała także konie lub pawie do rydwanu Hery. Jednak jej spokojne życie zostało zniszczone przez Zeusa. Otóż pewnego dnia Zeus przyprowadził na Olimp swojego kochanka Ganimedesa, który odtąd miał być podczaszym razem z Hebe. Bogini uznała to za zniewagę i zaczęła rywalizować z Ganimedesem. Z powodu zaistniałej sytuacji była rozdrażniona, przez co oblała nogę Hery nektarem. Rozzłoszczona Hera obiecała sobie, że kiedyś zemści się na Hebe wydając ją za jednego z bękartów Zeusa. Wkrótce potem nadarzyła się ku temu okazja. Zeus po śmierci Heraklesa dał mu nieśmiertelność, przyprowadził go na Olimp i kazał Herze pogodzić się z nim. Ku zaskoczeniu wszystkich Hera zrobiła to. Nie była jednak w tym szczera. Postanowiła, że w ramach zemsty na Hebe wyda ją za Heraklesa, gdy ten w końcu przybył do siedziby bogów. Była pewna, że to ją unieszczęśliwi. Jednak wbrew przewidywaniom Hery byli szczęśliwym małżeństwem. Mieli dwójkę dzieci (bliźniaków).
Imieniem bogini nazwano jedną z planetoid – (6) Hebe oraz rodzaj roślin z rodziny trędownikowatych – hebe (Hebe).